# Ashiya (Fukuoka)
Ashiya (芦屋町, Ashiya-machi) est un bourg du district d'Onga, dans la préfecture de Fukuoka, au Japon.

## Géographie

### Démographie
Au 1er septembre 2014, la population d'Ashiya s'élevait à 14 584 habitants répartis sur une superficie de 11,49 km2.